# 1975 Голяма награда на Великобритания
1975 Голяма награда на Великобритания е 26-о за Голямата награда на Великобритания и десети кръг от сезон 1975 във Формула 1, провежда се на 19 юли 1975 година на пистата Силвърстоун близо до град Силвърстоун, Великобритания.

## Репортаж
ГП на Великобритания отново се завърна на трасето в Силвърстоун за сезон 1975, но с една голяма промяна – шикан е инсталиран на завоя Уъдкъд, за да предотврати инцидент като този на Джоди Шектър отпреди две години. След слаб сезон, Джаки Икс и Лотус решиха да се разделят и на мястото на белгиеца е повикан 29-годишния британец от Формула Три, Брайън Хентън. Отборът от Хетхел също така назначиха като трети пилот Джим Крауфорд, в защита на спонсора Джон Плеър Спешиълс. Марч също увеличиха местата на три, като отново назначиха Ханс-Йоахим Щук редом до Виторио Брамбила и Лела Ломбарди. Четвърти Марч 751 е пуснат в употреба за отбора на Пенске за Марк Донъхю, докато тима не реши проблемите с PC1.
Съртис за първи път участват с двама пилоти, усещайки че са близо до тяхната база. Резервният болид е даден на Дейв Морган, опитен състезател от Формула 2 и Формула Атлантик. Проблеми с бюджета причини Франк Уилямс да участва само с Жак Лафит, така зачерквайки мястото на Жан-Пиер Жабуй, който остана зрител за целия уикенд. В Инсайн, Роелоф Вундеринк се завърна замествайки Гейс ван Ленеп, докато Хироши Фушида и Маки също се завръщат в колоната, както и Линкар-а на Джон Никълсън. Голямото име обаче отсъствайки от домашното състезание е БРМ, които останаха недоволни с мощността на V12 двигателя.

### Квалификация
Въпреки променливото британско време, Том Прайс изненада всички като записа първата си пол-позиция в шампионатно състезание. Карлос Паче се класира втори, измествайки Ферари-тата на Ники Лауда и Клей Регацони на втора редица, като и тримата са на около две десети от Шадоу-а. Брамбила, Джоди Шектър, Емерсон Фитипалди, Карлос Ройтеман, Джеймс Хънт и Йохен Мас запълниха топ 10. Със само 28 участника двама от тях не успяха да се класират. Това са Вундеринк и Фушида, които останаха на две секунди дори от Линкар-а на Никълсън.

### Състезание
Времето в неделя остана мрачно но сухо, а феновете по трибуните останаха доволни, след като Греъм Хил направи парадна обиколка без каската си в един от собствените му болиди. Двукратният световен шампион обяви официално своето пенсиониране от състезателна дейност след направени 176 старта, което е рекорд. Стартът е необичаен, като пилотите трябваха да направят загрявъчна обиколка без да се изпреварват един с друг.
Дори колоната да стигне до завоя Аби, Паче изпревари Прайс на старта с Регацони на трета позиция пред Лауда, Шектър, Хънт и Фитипалди. Водещата група поддържа силно темпо, преди Регацони да изпревари и Прайс за втора позиция, преди да вдигне публиката на крака в края на 13-а обиколка, след като швейцареца изпревари и Паче за лидерството. През това време състезанието записа и първите отпаднали, Ройтеман, Лафит и Петерсон, докато Ломбарди спря в бокса на два пъти преди да отпадне окончателно в 18-а обиколка с проблем в двигателя. Междувременно Тони Брайз изпревари Марио Андрети и се опита да хване водещата група, преди една от задните гуми да причини проблем и англичанина влезе в бокса.
От лидерите Фитипалди изпревари Хънт за пета позиция, докато Регацони започна да се откъсва от групата. След това лек дъжд се образува на завоите Стоу и Клъб, което изненада Ферари-то на Клей и той е пратен право в огражденията. Швейцарецът влезе в бокса за оглед по болида, докато Прайс отново пое лидерството, след като изпревари Паче. Лидерството на уелсеца е само за две обиколки, преди Шадоу-а да бъде хванат от капана на мокрото трасе и се заби на завоя Бекетс. Шектър пое лидерството, след като изпревари Лауда който също е хванат от дъжда, като вече е обхванало цялото трасе. Южно-африканецът остана на това място само за обиколка, преди да спре в бокса за смяна с мокри гуми, следван скоро от Лауда и Патрик Депайе. Необичайно бавния стоп на механиците, и загубата на гума от болида на Ники преди те да фиксират гумата пратиха австриеца на обиколка от вече водещия в състезанието Паче.
Бразилецът поведе пред Фитипалди, Хънт и Мас, въпреки че и четиримата са с гуми за сух асфалт. Шектър се намира пети с гуми за мокър асфалт, намалявайки разликата между себе си и тези които са пред него, докато небето започна да се поясни. Южно-африканецът излезе начело в 27-ата обиколка, като също така използва мокрите части на трасето, за да не прегреят гумите му, а Жан-Пиер Жарие мина на второ място. И на двамата обаче е ясно че трябва да спрат в бокса за смяна на гуми и те решиха да натискат докато на трасето има още мокри участъци в опит да увеличат преднината срещу Емерсон и останалите.
В 32-рата обиколка гумите на Шектър прегряха и той спря за смяна със сухи, оставяйки Жарие на първа позиция. Хънт вече се намира на втора позиция, изпреварвайки Паче и Фитипалди, докато Мас е принуден да спре в бокса, след като носа на неговия Макларън започна да се разхлабва. Шектър продължи на пета позиция, след което стана четвърта с влизането на Жарие в бокса в 35-а обиколка. Това за кратко прати Хънт на първа позиция, но след това ауспуха му се разкъса и Фитипалди и Паче го изпревариха. Междувременно Жарие намери болида, труден за управление от което Виторио Брамбила и Донъхю се възползваха, а Мас се намира на седма позиция с останалите на обиколка изоставане, докато Щук и Крауфорд катастрофираха.
Тогава в 48-ата обиколка със състезанието видимо в спокойната фаза, силен дъжд обхвана Силвърстоун като отново местата Стоу и Клъб бяха засегнати, след което и цялото трасе. В 54-та обиколка Жарие е хванат от дъжда и се катастрофира тежко на завоя Уъдкът, контузвайки главата си и един от феновете от публиката след като удари огражденията. Хънт се завъртя от четвърта позиция, но продължи докато отборите се готвят да посрещнат пилотите си с гуми за мокър асфалт. Брамбила е първия от пилотите, който спря в бокса, но останалите започнаха да изпитват проблеми. Паче оцеля завъртане на завоя Бекетс, но е изпреварен от Шектър, докато Мас, Донъхю и Джон Уотсън се удариха на завоя Стоу, последвани след това от Хънт, Брайз, Шектър, Паче, Морган, Хентън, Уилсън Фитипалди и Никълсън на завоя Клъб, без Депайе който се удари на друго място.
Емерсон най-после реши да спре в бокса в 56-а обиколка, докато Регацони натискаше, а единствените които все още се движат са Лауда, Брамбила, Алън Джоунс и Андрети. На завоя Клъб, гледката е като на гробище за автомобили, докато Брайз и един от маршалите са пострадали леко. Главният маршал контролиращ за завоя информира рейс-контрола, че Клъб е наводнен и е пълно с болиди, и че е опасно да се състезава при такива условия. Това е достатъчно за да бъде показван червения флаг тъкмо когато Фитипалди пресече старт-финалната права за 57-и път, като бразилеца спря болида си на края на правата, следван от Джоунс, Андрети и Брамбила докато Ферари-тата бяха в бокса.
Поради объркването, организаторите решиха резултатите да се вземат след края на 55-а обиколка, което прати Емерсон Фитипалди като победител пред Паче, Шектър, Хънт, Донъхю, Брамбила, Мас, Лауда, Депайе, Джоунс, Уотсън, Андрети, Регацони, Жарие, Брайз, Хентън, Никълсън, Морган и Уилсън Фитипалди. Веднага след това Макс Моузли протестира решението, смятайки че резултатите трябва да се вземат в 57-ата обиколка, с неговия пилот Брамбила втори зад Фитипалди и пред Лауда, Джоунс, Андрети и Регацони, обосновавайки се на факта че и шестимата оцелели се състезаваха и че тяхната предпазливост и умения трябва да бъдат възнаградени. От RAC обаче отхвърлиха протеста, заявявайки че червения флаг е показан в 57-ата обиколка вместо карирания флаг и че резултатите са по тяхна преценка, както и че състезанието надхвърли повече от 75% от пълната си дистанция. Така за второ поредно състезание на Силвърстоун, ГП-то се прекратява този път в буквален и метафоричен смисъл

## Класиране
| Поз | No | Пилот             | Конструктор    | Обиколки | Време/Отпадане | Място | Точки |
| --- | -- | ----------------- | -------------- | -------- | -------------- | ----- | ----- |
| 1   | 1  | Емерсон Фитипалди | Макларън-Форд  | 56       | 1:22:05.0      | 7     | 9     |
| 2   | 8  | Карлос Паче       | Брабам-Форд    | 55       | Инцидент       | 2     | 6     |
| 3   | 3  | Джоди Шектър      | Тирел-Форд     | 55       | Инцидент       | 6     | 4     |
| 4   | 24 | Джеймс Хънт       | Хескет-Форд    | 55       | Инцидент       | 9     | 3     |
| 5   | 28 | Марк Донъхю       | Марч-Форд      | 55       | Инцидент       | 15    | 2     |
| 6   | 9  | Виторио Брамбила  | Марч-Форд      | 55       | + 1 Об.        | 5     | 1     |
| 7   | 2  | Йохен Мас         | Макларън-Форд  | 55       | Инцидент       | 10    |       |
| 8   | 12 | Ники Лауда        | Ферари         | 54       | + 2 Об.        | 3     |       |
| 9   | 4  | Патрик Депайе     | Тирел-Форд     | 54       | Инцидент       | 17    |       |
| 10  | 22 | Алън Джоунс       | Хил-Форд       | 54       | + 2 Об.        | 28    |       |
| 11  | 18 | Джон Уотсън       | Съртис-Форд    | 54       | Инцидент       | 18    |       |
| 12  | 27 | Марио Андрети     | Парнели-Форд   | 54       | + 2 Об.        | 12    |       |
| 13  | 11 | Клей Регацони     | Ферари         | 54       | + 2 Об.        | 4     |       |
| 14  | 17 | Жан-Пиер Жарие    | Шедоу-Форд     | 53       | Инцидент       | 11    |       |
| 15  | 23 | Тони Брайз        | Хил-Форд       | 53       | Инцидент       | 13    |       |
| 16  | 15 | Брайън Хентън     | Лотус-Форд     | 53       | Инцидент       | 21    |       |
| 17  | 32 | Джон Никълсън     | Линкар-Форд    | 51       | Инцидент       | 26    |       |
| 18  | 19 | Дейв Морган       | Съртис-Форд    | 50       | Инцидент       | 23    |       |
| 19  | 30 | Уилсън Фитипалди  | Фитипалди-Форд | 50       | Инцидент       | 24    |       |
| Отп | 10 | Ханс-Йоахим Щук   | Марч-Форд      | 45       | Инцидент       | 14    |       |
| Отп | 6  | Джим Крауфорд     | Лотус-Форд     | 28       | Инцидент       | 25    |       |
| Отп | 16 | Том Прайс         | Шедоу-Форд     | 20       | Инцидент       | 1     |       |
| Отп | 29 | Лела Ломбарди     | Марч-Форд      | 18       | Двигател       | 22    |       |
| Отп | 5  | Рони Петерсон     | Лотус-Форд     | 7        | Двигател       | 16    |       |
| Отп | 21 | Жак Лафит         | Уилямс-Форд    | 5        | Ск.кутия       | 19    |       |
| Отп | 7  | Карлос Ройтеман   | Брабам-Форд    | 4        | Двигател       | 8     |       |
| НКв | 31 | Роелоф Вундеринк  | Инсайн-Форд    |          |                |       |       |
| НКв | 35 | Хироши Фушида     | Маки-Форд      |          |                |       |       |

## Класиране след състезанието
| Поз | Пилот             | Точки |
| --- | ----------------- | ----- |
| 1   | Ники Лауда        | 47    |
| 2   | Емерсон Фитипалди | 33    |
| 3   | Джеймс Хънт       | 25    |
| 4   | Карлос Ройтеман   | 25    |
| 5   | Карлос Паче       | 24    |
| 6   | Джоди Шектър      | 19    |
| 7   | Клей Регацони     | 16    |
| 8   | Йохен Мас         | 14.5  |

| Поз | Конструктор   | Точки   |
| --- | ------------- | ------- |
| 1   | Ферари        | 50      |
| 2   | Брабам-Форд   | 42 (44) |
| 3   | Макларън-Форд | 39.5    |
| 4   | Хескет-Форд   | 25      |
| 5   | Тирел-Форд    | 24      |
| 6   | Лотус-Форд    | 6       |
| 7   | Парнели-Форд  | 5       |
| 8   | Шадоу-Форд    | 3.5     |